# 上ノ宮町
上ノ宮町（かみのみやちょう）は、愛知県名古屋市中村区の地名。現行行政地名は上ノ宮町1丁目および上ノ宮町2丁目。住居表示未実施。

## 地理
名古屋市中村区中央部に位置する。東から南は鳥居通、北は本陣通に接する。

## 歴史

### 町名の由来
則武町の小字名「上ノ宮」による。大秋八幡社がかつては当地にあり、「神之宮」と称されたことが由来という。

### 行政区画の変遷
- 1940年（昭和15年）5月18日 - 以下の通り、中村区則武町および日比津町の各一部により、同区上ノ宮町として成立する[1]。
  - 上ノ宮町1丁目が、則武町字十王・字中廻・字上ノ宮および日比津町字平手・字上森末・字上ノ宮の各一部により成立[1]。
  - 上ノ宮町2丁目が、日比津町字上森末・字下森末・字上ノ宮および則武町字上ノ宮・字西廻上の各一部により成立[1]。

## 世帯数と人口
2019年（平成31年）2月1日現在の世帯数と人口は以下の通りである。
| 町丁     | 世帯数  | 人口  |
| -------- | ------- | ----- |
| 上ノ宮町 | 278世帯 | 488人 |

### 人口の変遷
国勢調査による人口の推移
| 1950年（昭和25年） | 309人 | [ 4 ]     |  |
| 1955年（昭和30年） | 434人 | [ 4 ]     |  |
| 1960年（昭和35年） | 546人 | [ 5 ]     |  |
| 1965年（昭和40年） | 634人 | [ 5 ]     |  |
| 1970年（昭和45年） | 777人 | [ 6 ]     |  |
| 1975年（昭和50年） | 695人 | [ 6 ]     |  |
| 1980年（昭和55年） | 647人 | [ 7 ]     |  |
| 1985年（昭和60年） | 601人 | [ 7 ]     |  |
| 1990年（平成2年）  | 576人 | [ 8 ]     |  |
| 1995年（平成7年）  | 592人 | [ 9 ]     |  |
| 2000年（平成12年） | 534人 | [ WEB 6 ] |  |
| 2005年（平成17年） | 532人 | [ WEB 7 ] |  |
| 2010年（平成22年） | 529人 | [ WEB 8 ] |  |
| 2015年（平成27年） | 504人 | [ WEB 9 ] |  |

## 学区
市立小・中学校に通う場合、学校等は以下の通りとなる。また、公立高等学校に通う場合の学区は以下の通りとなる。
| 番・番地等 | 小学校               | 中学校                 | 高等学校 |
| ---------- | -------------------- | ---------------------- | -------- |
| 全域       | 名古屋市立豊臣小学校 | 名古屋市立日比津中学校 | 尾張学区 |

## 交通
- 愛知県道190号名古屋一宮線[2][WEB 12]

## 施設
- 中部電力中村変電所[2]
- 上の宮幼稚園[3]
- 上ノ宮公園[3]

## その他

### 日本郵便
- 郵便番号 : 453-0043[WEB 3]（集配局：中村郵便局[WEB 13]）。

### WEB
1. 1 2  “愛知県名古屋市中村区の町丁・字一覧”.   人口統計ラボ. 2016年2月12日閲覧。
2. 1 2  “町・丁目(大字)別、年齢(10歳階級)別公簿人口(全市・区別)”.   名古屋市 (2019年2月20日). 2019年2月20日閲覧。
3. 1 2  “郵便番号”.  日本郵便. 2019年2月10日閲覧。
4. ↑  “市外局番の一覧”.   総務省. 2019年1月6日閲覧。
5. ↑  名古屋市役所市民経済局地域振興部住民課町名表示係 (2015年10月21日). “中村区の町名一覧”.   名古屋市. 2016年1月29日閲覧。
6. ↑  名古屋市役所総務局企画部統計課統計係 (2005年7月1日). “（刊行物）名古屋の町(大字)・丁目別人口 (平成12年国勢調査) (5)中村区(第1表から第3表)” (xls). 2015年10月16日閲覧。
7. ↑  名古屋市役所総務局企画部統計課統計係 (2007年6月27日). “（刊行物）名古屋の町(大字)・丁目別人口 (平成17年国勢調査) (5)中村区(第1表から第3表）” (xls). 2015年10月15日閲覧。
8. ↑  名古屋市役所総務局企画部統計課統計係 (2012年4月22日). “（刊行物）名古屋の町(大字)・丁目別人口 (平成22年国勢調査) (5)中村区(第1表から第3表）” (xls). 2015年10月15日閲覧。
9. ↑  名古屋市役所総務局企画部統計課統計係 (2016年3月31日). “（刊行物）名古屋の町(大字)・丁目別人口 (平成27年国勢調査) (5)中村区(第1表から第3表）” (xls). 2016年7月28日閲覧。
10. ↑  “市立小・中学校の通学区域一覧”.   名古屋市 (2018年11月10日). 2019年1月14日閲覧。
11. ↑  “平成29年度以降の愛知県公立高等学校（全日制課程）入学者選抜における通学区域並びに群及びグループ分け案について”.   愛知県教育委員会 (2015年2月16日). 2019年1月14日閲覧。
12. ↑  『スーパーマップル・東海道路地図』（昭文社編）61ページ参照
13. ↑  郵便番号簿 平成29年度版 - 日本郵便. 2019年02月26日閲覧 (PDF)

### 書籍
1. 1 2 3 4  中村区制施行50周年記念事業実行委員会記念誌編集委員会 1987, p. 437.
2. 1 2 3 4  「角川日本地名大辞典」編纂委員会 1989, p. 1497.
3. 1 2 3  名古屋市計画局 1992, p. 255.
4. 1 2  名古屋市総務局企画室統計課 1957, p. 78.
5. 1 2  名古屋市総務局企画部統計課 1967, p. 72.
6. 1 2  名古屋市総務局統計課 1977, p. 47.
7. 1 2  名古屋市総務局統計課 1986, p. 46.
8. ↑  名古屋市総務局企画部統計課 1991, p. 26.
9. ↑  名古屋市総務局企画部統計課 1996, p. 71.

### 統計資料
- 名古屋市総務局企画室統計課 編『昭和31年版 名古屋市統計年鑑』名古屋市、1957年。
- 名古屋市総務局企画部統計課 編『昭和41年版 名古屋市統計年鑑』名古屋市、1967年。
- 名古屋市総務局統計課 編『昭和51年版 名古屋市統計年鑑』名古屋市、1977年。
- 名古屋市総務局統計課 編『昭和60年国勢調査 名古屋の町・丁目別人口（昭和60年10月1日現在）』名古屋市役所、1986年。
- 名古屋市総務局企画部統計課 編『平成2年国勢調査 名古屋の町（大字）別・年齢別人口（平成2年10月1日現在）』名古屋市役所、1994年。
- 名古屋市総務局企画部統計課 編『平成7年国勢調査 名古屋の町（大字）・丁目別人口（平成7年10月1日現在）』名古屋市役所、1996年。